# Ketevan Losaberidze
Ketevan Losaberidze (en géorgien : ქეთევან ლოსაბერიძე), née le 1er août 1949 à Tqibuli (RSS de Géorgie) et morte le 23 janvier 2022, est une archère soviétique des années 1970 et 1980, devenue géorgienne après la dislocation de l'Union soviétique. Professeur de mathématiques à l'université d'État de Tbilissi, elle est dans les années 2000 présidente de la Fédération géorgienne de tir à l'arc.

## Carrière
Ketevan Losaberidze se classe quatrième des Jeux olympiques d'été de 1972 à Munich. La même année, elle est championne d'Europe individuellement et par équipe. En 1973, Losaberidze est championne du monde par équipe. Cinq ans plus tard, elle fait partie de l'équipe soviétique championne d'Europe. Aux Jeux olympiques d'été de 1980 à Moscou, elle est sacrée championne olympique de tir à l'arc. Un nouveau titre européen par équipe en 1980 puis un titre mondial par équipe en 1981 complètent son palmarès international.
Au niveau national, Ketevan Losaberidze est championne soviétique en 1973 et en 1981. Elle est nommée sportive géorgienne de l'année en 1980. Après sa carrière sportive, elle devient professeur de mathématiques à l'université d'État de Tbilissi et est présidente de la Fédération géorgienne de tir à l'arc de 2002 à 2005.